# Frans Beckmann
Franciscus Fredericus Beckmann C.M. (Enschede, 23 juli 1883 - Rome, 30 oktober 1963) was een Nederlands geestelijke en een aartsbisschop van de Katholieke Kerk.
Beckmann trad op 15 oktober 1907 in bij de Lazaristen in Helden-Panningen, waar hij op 13 juli 1913 priester werd gewijd. Daarna was hij gedurende 27 jaar als volksmissionaris werkzaam in geheel Midden-Amerika. Hij werd rector van het diocesaan seminarie en directeur van de Katholieke Actie in Panama.
Beckmann werd op 25 mei 1940 benoemd tot hulpbisschop van Panama en titulair bisschop van Telmissus. Zijn bisschopswijding vond plaats op 7 juli 1940. Op 13 januari 1945 werd hij benoemd tot aartsbisschop van Panama, als opvolger van Juan José Maíztegui y Besoitaiturria die op 28 september 1943 was overleden.
Beckmann woonde de sessies 1 en 2 van het Tweede Vaticaans Concilie bij. Onderweg naar een zitting hiervan in de Sint-Pietersbasiliek werd hij op 30 oktober 1963 getroffen door een  hartaanval; hij overleed dezelfde dag in het ziekenhuis. Frans Beckmann werd begraven in Panama.